# Harald Philipp
Harald Philipp (* 24. April 1921 in Hamburg; † 5. Juli 1999 in Berlin) war ein deutscher Filmregisseur, Dialogregisseur, Drehbuchautor und Schauspieler.

## Werdegang

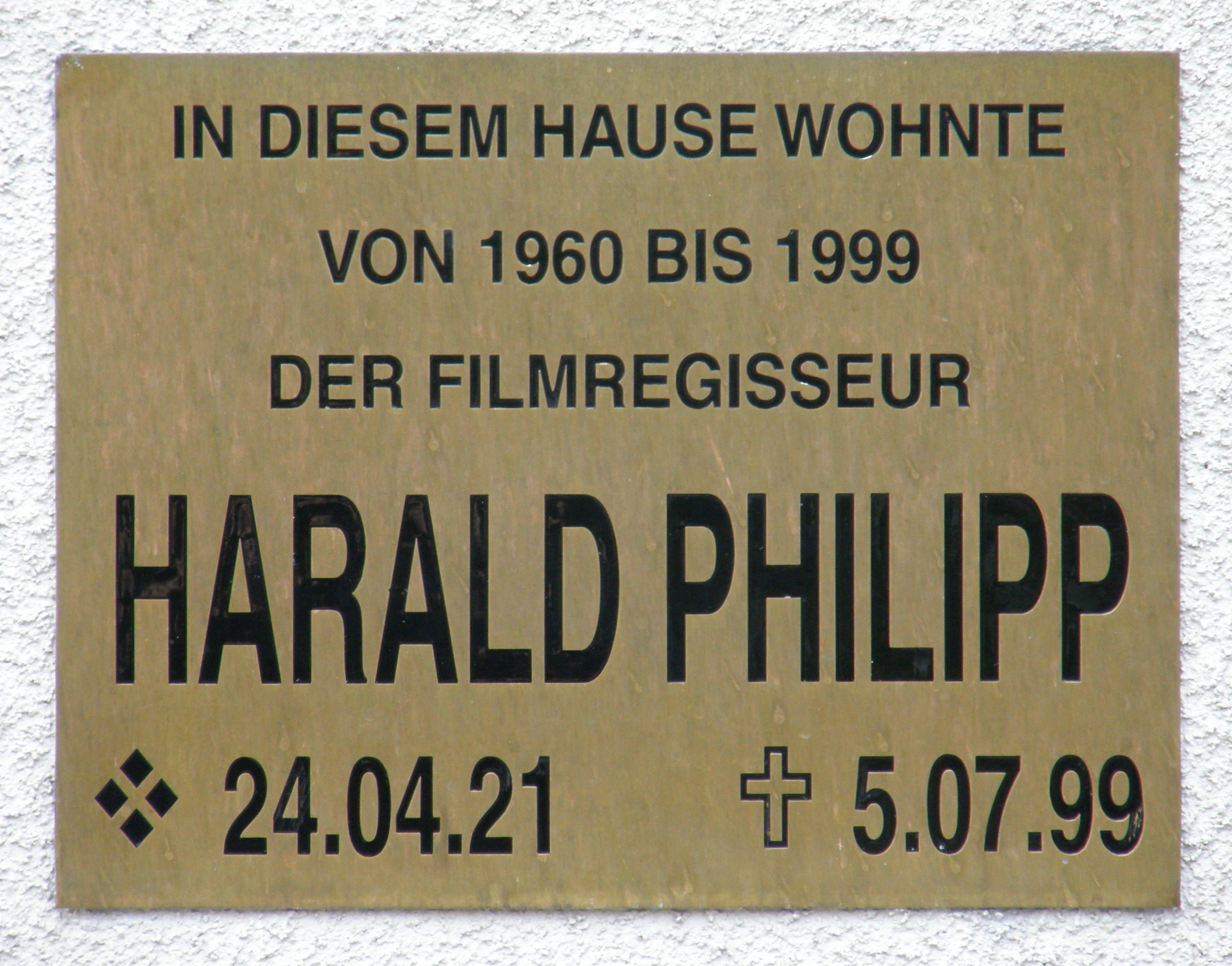
Gedenktafel am Haus Kudowastraße 15

Nach Beendigung seiner Schulzeit mit der Obersekundareife begann Harald Philipp vom 1. Januar 1938 bis zum 1. Januar 1941 eine Lehre zum Einzelhandelskaufmann bei der Hamburger Getreidehandelsfirma von Alfred C. Toepfer. Dabei leitete er 1940 noch als Lehrling eigenverantwortlich die neugegründete Toepferfiliale in Posen. 1941 bestand er die Kaufmannsgehilfenprüfung bei der Industrie- und Handelskammer Hamburg. Danach wurde er zum Heeresdienst eingezogen, kam zur Heeresgruppe Süd und wurde 1945 als Oberleutnant entlassen. Harald Philipp erhielt in Hamburg Schauspielunterricht bei Helmuth Gmelin. 1946 gab er sein Debüt als Schauspieler. Am 25. Oktober 1947 heiratete er die Schauspielerin Erika (genannt Viola) Liessem. Er trat an den Bühnen von Osnabrück, Hannover und Köln auf. Danach übernahm er Arbeiten als Kameraassistent und betätigte sich als Synchronregisseur beim Berliner Sender RIAS. Er war auch Regisseur beim ersten Programm des Berliner Kabaretts Die Stachelschweine.
Im Jahr 1956 inszenierte er seinen ersten Spielfilm. Es folgten mehrere Musikkomödien und Kriegsfilme, zu denen er auch meist das Drehbuch lieferte. In den sechziger Jahren führte er Regie bei den Karl-May-Verfilmungen Winnetou und das Halbblut Apanatschi und Der Ölprinz sowie den Jerry-Cotton-Filmen Mordnacht in Manhattan und Um null Uhr schnappt die Falle zu.
1960 wurden gleich hintereinander zwei Filme von Harald Philipp nach Romanen von Heinz Konsalik uraufgeführt, die 1960 zu den kommerziell erfolgreichsten Filmen in Deutschland gehörten: Strafbataillon 999 – Uraufführung am 11. Februar 1960 in München und Division Brandenburg – Erstaufführung am 15. September 1960 in Köln.
Bei der Filmkritik wurden Philipps Inszenierungen fast regelmäßig sehr negativ aufgenommen. Immer wieder wurde bemängelt, dass in seinen Filmen trotz übermäßiger Deftigkeit, Sentimentalität und oft auch Brutalität kaum Spannung aufkomme. Kay Weniger urteilte, dass Philipps Filme „zwar handwerkliche Routine zeigten, aber keinerlei Inspiration oder gar eine eigene Handschrift verrieten.“
In späteren Jahren war Harald Philipp überwiegend als Regisseur für Fernsehserien wie Familie Buchholz, Sergeant Berry, Die Protokolle des Herrn M. oder Drei Damen vom Grill tätig. Bei den US-amerikanischen Fernsehserien Drei Engel für Charlie, General Hospital, Hotel und Vegas führte er Dialogregie.
Am 11. März 2005 wurde zu seinen Ehren an seinem ehemaligen Berliner Wohnhaus Kudowastraße 15/Ecke Flinsberger Platz 3 eine Gedenktafel aus Messing angebracht.

## Filmografie (Auswahl)
- 1956: Das alte Försterhaus
- 1957: Siebenmal in der Woche
- 1957: Träume von der Südsee
- 1957: Heute blau und morgen blau
- 1958: Rivalen der Manege
- 1958: Der Czardas-König
- 1959: Tausend Sterne leuchten
- 1960: Strafbataillon 999
- 1960: Division Brandenburg
- 1961: Unter Ausschluß der Öffentlichkeit
- 1961: Auf Wiedersehen
- 1965: Der Ölprinz
- 1965: Mordnacht in Manhattan
- 1966: Um null Uhr schnappt die Falle zu
- 1966: Winnetou und das Halbblut Apanatschi
- 1967: Liebesnächte in der Taiga
- 1969: Un hombre solo
- 1969: Blonde Köder für den Mörder
- 1971: Hurra, wir sind mal wieder Junggesellen!
- 1971: Die Tote aus der Themse (auch Auftritt)
- 1971: Ehemänner-Report
- 1972: Der Fall Opa
- 1975: Die Brücke von Zupanja
- 1978: Geschichten aus der Zukunft

### Fernsehen
- 1979: Die Protokolle des Herrn M.  (Folgen 1–13)
- 1981: Der Fuchs von Övelgönne (Folgen 1–13)
- 1982: Kreisbrandmeister Felix Martin  (10 Folgen)
- 1987: Drei Damen vom Grill  Staffel 7 (Folgen 1–13)

## Auszeichnungen
- 1966 erhielt Harald Philipp die Goldene Leinwand für den Karl-May-Film Der Ölprinz, der am 25. August 1965 in München uraufgeführt wurde.